# Wunderbach
Wunderbach est un groupe de punk rock français, originaire de Nanterre, dans les Hauts-de-Seine. Il est formé en 1978, dissous en 1984 et reformé en 2005.

## Historique
Wunderbach (mot qui, en allemand, signifie « merveilleux ») est formé en 1978 à Nanterre, dans les Hauts-de-Seine. Aux côtés de groupes comme La Souris déglinguée, Oberkampf ou Métal Urbain, le groupe partie de la première vague de punk rock française,. Tai-Luc, membre de La Souris déglinguée, expliquera que le public de Wunderbach était le même que celui de LSD « mais en plus hardcore ». En 1983, le groupe publie un premier album de six titres homonyme, Wunderbach. Un deuxième album intitulé Pas de références est publié en 1984, puis le groupe se sépare.
En 2005, Wunderbach revient sur scène et Dirty Punk réédite la compilation 82/84 au format LP. Le label Garage Records en profite pour enregistrer et filmer (en collaboration avec le Maad) le concert parisien à La Maroquinerie, et sort ainsi en septembre 2005 le DVD Ultime pogo Tour. Deux tournées et cinq ans plus tard, le groupe retourne en studio pour l'enregistrement de l'album Increvables..., et entame à sa sortie une nouvelle tournée en France, Suisse, Allemagne et Canada, qui s'étend sur les années 2011 et 2012.
Le 13 mai 2017, Wunderbach est à l'affiche du festival Week-end sauvage.
Après le départ de Manu en 2020, un nouveau line-up se met en place ; c'est celui-ci qui compose le nouvel album du groupe, Actionnaires de la Raya, qui sort le 31 mai 2024 accompagné d'un clip réalisé pour le titre Avenue des Gueules Cassées.

## Membres

### Membres actuels
- Marco Laurent : chant (1978–1984, depuis 2005 )
- Jean-François Juvanon (dit « Cambouis ») : batterie (1982–1984, depuis 2005)
- Emmanuel Saunier : basse (depuis 2017)
- Jano Holy Holster : guitare (depuis 2015)
- Lola Marylou : chant (depuis 2019)
- Fred : guitare (depuis 2020)

### Anciens membres
- Albert Zennou : basse (1982–1984)
- J.-B. Rouault : guitare rythmique (1978–1984)
- Michel Dusfour : batterie (1978–1984)
- Kiki : chant (1982–1984)
- Christophe Saunière : basse (2005)
- Loïc Bad Riot : guitare rythmique (2005)
- Yann Fab Mods : guitare rythmique (2009)
- Pat Kebra : guitare rythmique (2009)
- Ludi Kacy (Ludivine) : guitare rythmique (2011-2014)

## Discographie

### Albums studio
- 1983 : Wunderbach
- 1984 : Pas de références
- 2011 : Increvables...
- 2024 : Actionnaires de la Raya

### Compilation
- 1994 : 82/84 (rééditée au format LP en 2005)

### Albums live
- 2005 : Ultime pogo Tour
- 2016 : Week-end à Nanterre Live !